# فانيسا باير
فانيسا بولستر باير (بالإنجليزية: Vanessa Polster Bayer) مواليد (14نوفمبر، 1981) ممثلة وكوميدية أمريكية، اشتهرت بدورها في برنامج المنوعات الكوميدي ساترداي نايت لايف (2010-الآن).

## نشأتها وحياتها المهنية
ولدت باير في أورنج، اوهايو في ضواحي كليفلاند. من عائلة يهودية، ابنة كارولين وتود باير. تخرجت باير من مدرسة اورنج هاي الثانوية في 2000. إرتادت جامعة بنسلفانيا حيث درست الاتصالات واللغة الفرنسية وتخرجت في 2004. إنضمت باير لطاقم ساترداي نايت لايف في 25 سبتمبر، 2010. أصبحت ممثلة رئيسية في موسم 2012-2013. رشحت لجائزة «أميريكان كوميدي» في 2014 لأداءها في البرنامج.
اشتهرت بتقليد شخصيات من مسلسل فريندز خاصةً شخصية رايتشل غرين.

## أبرز أعمالها
- أنا الحقير 2 (2013)
- كارثة (2015)
- ساترداي نايت لايف (2010 - الآن)
- مشروع ميندي (2013)
- بورتلانديا (2014-2015)

## وصلات خارجية
- فانيسا باير على موقع IMDb (الإنجليزية)
- فانيسا باير على موقع روتن توميتوز (الإنجليزية)
- فانيسا باير على موقع ألو سيني (الفرنسية)
- فانيسا باير على موقع ميوزك برينز (الإنجليزية)
- فانيسا باير على موقع أول موفي (الإنجليزية)
- فانيسا باير على موقع قاعدة بيانات الفيلم (الإنجليزية)
- فانيسا باير على موقع كينوبويسك (الروسية)